# Jonny Kane
Pour les articles homonymes, voir Kane.
Jonny Kane, né le 14 mai 1973 à Comber en Irlande du Nord, est un pilote automobile britannique. Il est engagé en Championnat du monde d'endurance FIA avec l'écurie Strakka Racing.

## Biographie
Après une expérience en karting puis en monoplace dans différents championnat britanniques, Jonny Kane fait sa première apparition aux 24 Heures du Mans en 2001 avec l'écurie MG Sport & Racing Ltd..

## Palmarès
- Formule Ford
  - Champion de Formule Ford 1600 Irlande Junior en 1991
  - Champion de Formule Ford 1600 Irlande en 1992
  - Champion d'Europe de Formule Ford en 1994

- Formule Vauxhall[1]
  - Vainqueur des Winter Series en 1994
  - Champion en 1995

- Formule 3
  - 3e du Championnat de Grande-Bretagne de Formule 3 en 1996
  - Champion de Grande-Bretagne de Formule 3 en 1997

- Le Mans Series
  - Vainqueur des 1 000 km du Hungaroring en 2010
  - Vainqueur de la catégorie LMP2 des 1 000 kilomètres de Silverstone en 2009 et 2010
  - vainqueur de la catégorie GT2 des 1 000 kilomètres de Spa 2005

- 24 Heures du Mans
  - 5e et Vainqueur de la catégorie LMP2 en 2010

## Résultats aux 24 Heures du Mans
| Année | Voiture                | Équipe                 | Équipiers                              | Résultat                             |
| ----- | ---------------------- | ---------------------- | -------------------------------------- | ------------------------------------ |
| 2001  | MG-Lola EX257          | MG Sport & Racing Ltd. | Anthony Reid / Warren Hughes           | Abandon                              |
| 2002  | MG-Lola EX257          | MG Sport & Racing Ltd. | Anthony Reid / Warren Hughes           | Abandon                              |
| 2006  | Spyker C8 Spyder GT2-R | Spyker Squadron b.v.   | Mike Hezemans / Jeroen Bleekemolen     | Abandon                              |
| 2007  | Spyker C8 Spyder GT2-R | Spyker Squadron b.v.   | Jaroslav Janis / Mike Hezemans         | Abandon                              |
| 2008  | Embassy WF01           | Embassy Racing (en)    | Warren Hughes / Joey Foster (en)       | Abandon                              |
| 2009  | Lola B08/80-Judd       | Speedy Racing Team     | Xavier Pompidou / Benjamin Leuenberger | 12e                                  |
| 2010  | HPD ARX 01c            | Strakka Racing         | Nick Leventis / Danny Watts            | 5e et vainqueur de la catégorie LMP2 |
| 2011  | HPD ARX 01d            | Strakka Racing         | Nick Leventis / Danny Watts            | Abandon                              |